# اولین هولند
اولین هولند (انگلیسی: Olin Howland؛ ۱۰ فوریهٔ ۱۸۸۶ – ۲۰ سپتامبر ۱۹۵۹) یک بازیگر سینما، و هنرپیشه اهل ایالات متحده آمریکا بود.